# Sudden Fear
Sudden Fear (bra: Precipícios D'Alma) é um filme noir estadunidense de 1952, do gênero suspense, dirigido por David Miller, estrelado por Joan Crawford, e coestrelado por Jack Palance, Gloria Grahame e Bruce Bennett. O roteiro de Lenore J. Coffee e Robert Smith foi baseado no romance homônimo de 1948, de Edna Sherry.

## Sinopse
Durante os ensaios de sua nova produção para a Broadway, a bem-sucedida escritora Myra Hudson (Joan Crawford) rejeita o ator Lester Blaine (Jack Palance) por achar que ele não se encaixa adequadamente no papel principal de sua peça, com a explicação de que ele não parecia um "ator romântico". Em um trem de Nova Iorque para São Francisco, Blaine decide provar que Myra está errada a seduzindo. As complicações chegam quando Myra percebe que as reais intenções por trás do romance não são tão boas assim.

## Elenco
- Joan Crawford como Myra Hudson
- Jack Palance como Lester Blaine
- Gloria Grahame como Irene Neves
- Bruce Bennett como Steve Kearney
- Virginia Huston como Ann Taylor
- Touch Connors como Junior Kearney

## Recepção
Quando o filme foi lançado, A. H. Weiler, em sua crítica para o jornal The New York Times, fez uma avaliação favorável do filme: "Joan Crawford deve ser creditada com um desempenho verdadeiramente profissional em Sudden Fear ... Toda a produção foi montada com muito bom gosto e, vale ressaltar, que São Francisco e Los Angeles, área de Bunker Hill, onde ocorre a maior parte da ação, é uma área incrivelmente fotogênica. David Miller, o diretor, aproveitou ao máximo as ruas íngremes e as vistas panorâmicas da cidade. E, em suas cenas culminantes em um apartamento escuro e uma perseguição por seus becos e quintais escuros e íngremes, ele conseguiu projetar uma atmosfera autenticamente cheia de desgraça".
Otis L. Guernsey, Jr. também escreveu uma crítica positiva para o New York Herald Tribune. Ele escreveu: "O cenário ... é projetado para permitir a Srta. Crawford uma ampla gama de reações trêmulas a eventos cruéis, enquanto ela passa pelo estágio do amor sonhador, da terrível desilusão, do medo, do ódio e, finalmente, da histeria. Com seus olhos arregalados e porte vigoroso, ela é a mulher certa para o trabalho".
Em 2016, Melissa Anderson, em sua crítica para o The Village Voice, escreveu que o filme "se encaixa e desafia diferentes gêneros, sua confusão de convenções resulta em parte do fato de que o filme olha para frente e para trás". Dennis Schwartz gostou do filme, mas questionou alguns dos pontos da trama do filme, dizendo que "David Miller dirige com estilo este suspense psicológico perturbador ... [Ainda] ... o suspense é prejudicado por tramas que não resistem a um exame mais aprofundado. Joan Crawford tem a chance de agir sem histeria depois que seu casamento feliz é desmascarado como uma farsa, e faz um bom trabalho tentando manter a calma enquanto sabe que seu marido e a namorada [dele] estão planejando matá-la ... O filme é grandiosamente feito por Charles B. Lang, Jr. e sua fotografia preta e branca notavelmente brilhante".
Crawford recebeu sua terceira e última indicação ao Oscar por este filme, a única vez que ela competiu contra a arquirrival Bette Davis na categoria de melhor atriz, que foi indicada (pela décima vez) por "The Star". Nenhuma das atrizes ganhou; Shirley Booth levou o prêmio por sua atuação em "A Cruz da Minha Vida".
Em 1984, o historiador Spencer Selby observou: "Sem dúvida, um dos filmes noir de mulheres em perigo mais elegantes e refinados".

## Prêmios e indicações
| Ano  | Cerimônia     | Categoria                           | Indicado       | Resultado | Ref.          |
| ---- | ------------- | ----------------------------------- | -------------- | --------- | ------------- |
| 1953 | Globo de Ouro | Melhor atriz dramática              | Joan Crawford  | Indicado  | [ 12 ] [ 13 ] |
| 1953 | Laurel        | Melhor atriz dramática              | Joan Crawford  | Venceu    | [ 14 ]        |
| 1953 | Oscar         | Melhor atriz                        | Joan Crawford  | Indicado  | [ 10 ] [ 15 ] |
| 1953 | Oscar         | Melhor ator coadjuvante             | Jack Palance   | Indicado  | [ 10 ] [ 15 ] |
| 1953 | Oscar         | Melhor fotografia em preto e branco | Charles Lang   | Indicado  | [ 10 ] [ 15 ] |
| 1953 | Oscar         | Melhor figurino em preto e branco   | Sheila O'Brien | Indicado  | [ 10 ] [ 15 ] |

## Mídia doméstica
O filme foi lançado pela primeira vez em VHS pela Kino Video. Kino também lançou a produção em DVD para a Região 1 em 2003. Em 2006, o filme também foi lançado como parte da box set "Film Noir - The Dark Side of Hollywood", também pela Kino Video. Em 2016, o filme foi lançado em Blu-ray, pela Cohen Film Collection.